# Ustja (rijeka)
Ustja (rus. Устья) je rijeka u Kotlaskom, Krasnoborskom, Ustjanskom i Veljskom rajonu Arhangelske oblasti u Rusiji. Vrlo kratki dio rijeke također čini granicu između Kotlasskog i Velikoustjužskog rajona Vologodske oblasti. Naziv Ustjanskog rajona potječe od rijeke Ustje.

## Hidrologija
To je desni pritok Vage. Duga je je 477 km, s površinom porječja od 17500 km2. Njene glavne pritoke su Kizema i Kokšenga (obje lijeve).

## Tok rijeke
Ustja izvire na granici Kotlaskog i Velikoustjugskog rajona, teče prema zapadu, dijelom tvoreći granicu između oblasti, zatim skreće prema sjeverozapadu i prelazi u Krasnoborski rajon. Tamo skreće prema zapadu i ulazi u Ustjanski rajon, gdje se nalazi veći dio njenog toka. Prvo skreće prema jugu i spušta se, zatim skreće prema zapadu i prihvaća glavnu lijevu pritoku, Kizemu. Zatim oštro skreće prema sjeverozapadu, a u selu Bestužev, nakon ušća s Verjugom (desno) ponovno skreće prema jugu.
Oktjabrski, središte Ustjanskog rajona, nalazi se na lijevoj obali Ustje. Nizvodno od Oktjabrskog, Ustja ponovno skreće prema sjeverozapadu i ulazi u Veljski rajon. Tamo prima glavnu pritoku, Kokšengu, s lijeve strane, 20 km od njenog ušća u Vagu.
Ušće Ustje nalazi se u selu Vlasovskaja.

## Promet
Dio rijeke koji je dug 14 km u svom donjem toku od Blagoveščenskog nizvodno navedena je u Državnom vodnom registru Rusije kao plovna. Rijeka Ustja se koristila za splavarenje drva do 1990-ih.

## Vanjske poveznice
|  | Zajednički poslužitelj ima još gradiva o temi Ustja (rijeka) |